# Dormelletto
Dormelletto (Dromlèt in piemontese, Drumlèt in lombardo) è un comune italiano di 2 516 abitanti della provincia di Novara in Piemonte.
Il comune e la sua storica località "Dormello" sono storicamente famosi, specie nel mondo dell'Ippica, per l'allevamento dei cavalli da corsa (razza Dormello – Olgiata) alla quale appartennero cavalli celebri come Nearco, Bellini, Donatello II e il celeberrimo "Cavallo del secolo" Ribot. Per diversi anni, soprattutto a partire dagli anni 30, Dormelletto e Dormello sono stati considerati il centro dell'ippica mondiale: grazie anche al lavoro cominciato da Federico Tesio, l'80% dei cavalli da galoppo nel mondo provengono proprio da queste terre.
Nel comune oltre la Riserva naturale speciale dei Canneti di Dormelletto si trova una parte del Parco naturale dei Lagoni di Mercurago, uno dei Siti palafitticoli preistorici attorno alle Alpi, dal 2011 compreso nell'elenco del patrimonio dell'umanità dell'UNESCO.

## Geografia fisica
Il comune di Dormelletto è situato nella parte più meridionale ed estrema del Lago Maggiore (che poi diventa Ticino) e, trovandosi tra Castelletto Sopra Ticino e Arona, è parte della regione Piemonte.
Dormelletto è costituito da tre fasce di diversa altitudine. La prima, più bassa, conosciuta sin dal 1722 come Dormello che affaccia direttamente sul Lago maggiore anche attraverso diverse spiagge dove, tra le altre cose, è presente la Riserva naturale speciale dei Canneti di Dormelletto. Invece, nella parte più collinare - seconda e terza fascia - sorgono i villaggi di Dormello e Dormelletto (e, più lontano, Mercurago e Glisente), nonché il Parco dei Lagoni.
Il comune dista circa 36 km da Novara, una trentina da Varese e l'Aeroporto di Milano-Malpensa e 56 km da Milano.

## Storia

### Età antica
La storia abitativa di Dormelletto sembra risalire all'età del Ferro come testimoniato da alcuni reperti e ritrovamenti storici. Infatti, intorno al 1987 furono ritrovate una cinquantina di tombe insieme a numerosi altri oggetti (vasi di ceramica, punte di lancia, falcetti da contadino, cavigliere e bracciali in bronzo) che appartenevano proprio alla popolazione gallica e che risalgono al periodo compreso tra la fine del III e gli inizi del I secolo a.C.
Nel 2006, a seguito di alcuni scavi per la ricostruzione della scuola elementare, sono state rinvenute decine di nuove tombe, che fanno ipotizzare la presenza di un'enorme necropoli gallica.
Da Dormelletto, in epoca romana, passava la via Severiana Augusta, strada romana consolare che congiungeva Mediolanum (la moderna Milano) con il Verbannus Lacus (il Lago Verbano, ovvero il Lago Maggiore, e da qui al passo del Sempione (lat. Summo Plano).

### Le prime fonti scritte
Le prime citazioni scritte relative al paese di Dormelletto sono successive all'anno Mille. Dalle testimonianze di Guglielmo di Sizzano e Gualberto di Oleggio, datate 1157,  si apprende come entrambi i canonici fossero presenti all'inaugurazione della chiesa di Santa Maria Assunta.

### L'età borromea
Dal XV secolo Dormelletto fortifica il legame con la vicina Arona, infeudato con essa nel 1439 e posto sotto il controllo di Vitaliano Borromeo. Da qui inizia l'età borromea. Le vicende storiche delle due città vennero condivise per più di due secoli.

### Età contemporanea
Il moderno Comune di Dormelletto fu istituito staccando le frazioni di Dormello e Dormelletto dall'allora comune di Mercurago con legge del 1901, in vigore dall'anno successivo.

### Simboli
Lo stemma e il gonfalone sono stati concessi con decreto del presidente della Repubblica del 22 aprile 1968.
Stemma
Lo stemma del comune di Dormelletto testimonia il secolo dei campioni dell'ippica poiché vanta un emblematico cavallo al galoppo e la croce di sant'Andrea (rossa in campo bianco), la stessa che era dipinta sopra un muro esterno di Villa Tesio e che, nel tempo, è diventata uno dei simboli della riscossa italiana nel mondo sul dorso dei fantini.
Gonfalone

## Monumenti e luoghi d'interesse

### Architetture religiose
- Chiesa parrocchiale di Santa Maria Assunta: adagiata sul poggio che domina Dormelletto e il Lago Maggiore, la chiesa è raggiungibile attraverso la strada che dal cimitero si dirige nella parte più verdeggiante della collina. La facciata, posta a ovest, guarda le propaggini orientali del Parco dei Lagoni attraverso le colonne doriche di un portichetto barocco. La consacrazione dell'edificio è avvenuta tra il 1122 e il 1151.
- Chiesa della Madonna della Fontana

### Architetture civili
- Villa Tesio: percorrendo in direzione Arona la strada statale del Sempione, qualche chilometro prima del confine intercomunale, sulla destra, è visibile il cancello della Villa Tesio; storica sede dell'ultimo allevamento di Purosangue inglese della razza "Dormello-Olgiata" alla quale appartennero cavalli celebri come Nearco, Bellini, Donatello II e il celeberrimo Ribot.  Negli anni 1930 il complesso delle scuderie, le più grandi d'Italia, comprendeva inoltre diverse cascine sul territorio comunale che - nel tempo - erano state rilevate dallo stesso Tesio: quelle della "Surga", del "Montaccio", della "Rotta", della "Moretta", della "Cucchetta", della "Torbera", della "Motta"[17].

Oggi, senza Federico Tesio e i Marchesi Incisa, sulla passione per l'ippica prevalgono gli alti costi di gestione del complesso dell'allevamento ippico agonistico; solo alcune di quelle cascine hanno mantenuto la tradizione di allevamento ippico grazie alla passione dei nuovi aspiranti Maghi, come negli attuali allevamenti della cascina "Cucchetta", "Moretta", della "Surga" e del "Montaccio".

### Aree naturali
Dal Comune di Dormelletto è possibile accedere al Parco naturale dei Lagoni di Mercurago,la cui superficie di 473 ettari è suddivisa tra i comuni di Arona, Comignago, Dormelletto e Oleggio Castello. Questo parco comprende prati-pascoli dove si pratica l'allevamento di cavalli da corsa, boschi, brughiere e una ricca zona umida di paludi e stagni. Dal 2011 è stato riconosciuto nell'elenco del patrimonio dell'umanità dell'UNESCO come uno dei Siti palafitticoli preistorici attorno alle Alpi.

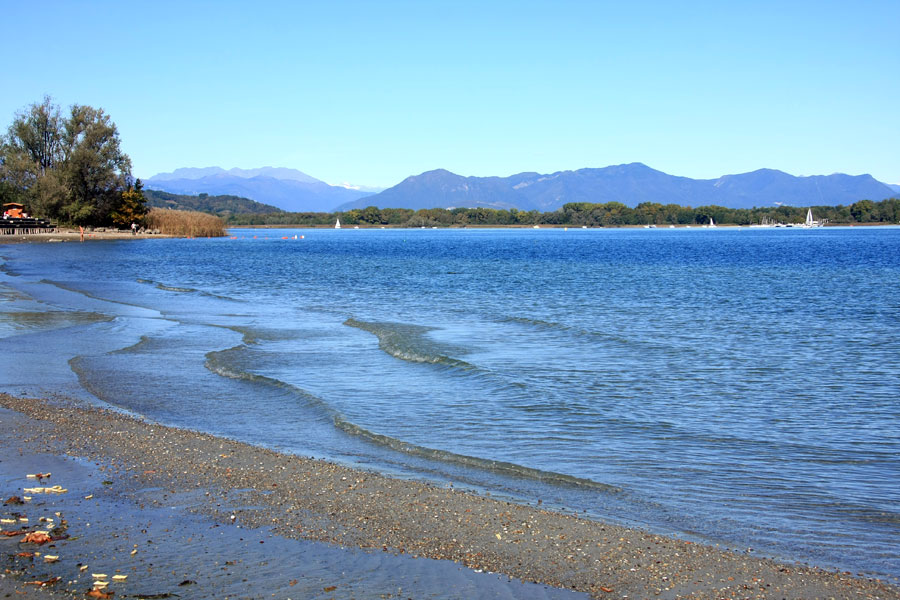
Riva del lago Maggiore a Dormelletto

Lungo la riva piemontese del Lago Maggiore, per una lunghezza approssimativa di quattro chilometri ed una superficie di 157 ettari circa si estende la Riserva naturale speciale dei Canneti di Dormelletto che, insieme alla Riserva naturale speciale Fondo Toce, rappresenta l'unico esempio di vegetazione di sponda dominata dal fragmiteto (comunemente noto come canna di palude) sulla sponda occidentale del lago. La riserva è un rilevante luogo di studio dell'avifauna locale.
Nel territorio comunale di Dormelletto, in Via Riviera, vicino al confine con il comune di Arona, è presente un Salice bianco che, a inizio 2018, è stato incluso dal Ministero delle politiche agricole alimentari e forestali nell'elenco nazionale degli alberi monumentali.

### Località "La Rotta"
La località "La Rotta" si trova quasi al confine col comune di Castelletto Ticino. Non è indicata dalla segnaletica verticale perché a livello amministrativo non è una frazione, nonostante la rilevanza storica. Nella prima metà del Settecento nella località "la Rotta" si trovavano cinque cascine. Della cascina più importante (oggi in via Amalfi al n.11/19) erano comproprietari il conte Carlo Borromeo e le Suore della Visitazione di Arona. Acquistate nella prima metà del nostro secolo da Federico Tesio vennero in seguito ristrutturate e utilizzate, insieme ai prati circostanti, per l'allevamento dei cavalli della prestigiosa scuderia "Tesio". Recentemente alienate dalla proprietà, con la conseguente modifica della destinazione d'uso, si trovano ai n. 24 e 26 di via Ribot.

## Società

### Evoluzione demografica
Abitanti censiti

## Cultura

### Istruzione

#### Biblioteche
- Biblioteca civica, fondata nel 1981.

### Eventi e manifestazioni
Dormelletto propone durante l'anno numerosi eventi. Le manifestazioni più importanti, che coinvolgono il maggior numero di persone e che richiamano molti turisti sono:
- Il carnevale dormellettese: sfilate di carri per tutto il paese. Martedì grasso, nel campo in centro al paese, viene bruciata la  "vecia", che saluta l'inverno ed apre le porte alla primavera ormai imminente.
- La festa al campo: appuntamento annuale che si svolge durante i primi tre week-end di luglio.

## Infrastrutture e trasporti
Nel comune di Dormelletto esistono due stazioni ferroviarie:
- Dormelletto Paese, sulla linea Arona-Novara, situata vicino al centro del paese. Questa stazione dispone di due binari di corsa, il secondo è utilizzato dalla linea linea Santhià-Arona ma non avendo il marciapiede, i treni non effettuano la fermata.
- Dormelletto, sulla linea Domodossola-Milano, situata vicino al lago Maggiore.

## Amministrazione
Di seguito è presentata una tabella relativa alle amministrazioni che si sono succedute in questo comune.
| Periodo         | Periodo         | Primo cittadino        | Partito                                 | Carica      | Note   |
| --------------- | --------------- | ---------------------- | --------------------------------------- | ----------- | ------ |
| 25 giugno 1985  | 24 maggio 1990  | Lorenzo Vassura        | Partito Socialista Italiano             | Sindaco     | [ 22 ] |
| 24 maggio 1990  | 24 aprile 1995  | Clemente Mora          | Partito Socialista Democratico Italiano | Sindaco     | [ 22 ] |
| 24 aprile 1995  | 14 giugno 1999  | Marco Dario Danioni    | centro-sinistra                         | Sindaco     | [ 22 ] |
| 14 giugno 1999  | 14 giugno 2004  | Clemente Mora          | sinistra                                | Sindaco     | [ 22 ] |
| 14 giugno 2004  | 8 giugno 2009   | Clemente Vincenzo Mora | lista civica                            | Sindaco     | [ 22 ] |
| 8 giugno 2009   | 27 maggio 2014  | Lorena Vedovato        | Il Popolo della Libertà                 | Sindaco     | [ 22 ] |
| 27 maggio 2014  | 2 febbraio 2016 | Clemente Mora          | lista civica: insieme per Dormelletto   | Sindaco     | [ 22 ] |
| 2 febbraio 2016 | 5 giugno 2016   | Marco Baldino          |                                         | Comm. pref. | [ 22 ] |
| 5 giugno 2016   | in carica       | Lorena Vedovato        | centrodestra                            | Sindaco     | [ 22 ] |

## Sport

### Calcio
La principale squadra di calcio della città è G.S.D. Dormelletto 1974 che milita nel girone A piemontese e valdostano di Promozione. I colori sociali sono: il bianco e l'azzurro. È nato nel 1974.